# Neoplatonismo

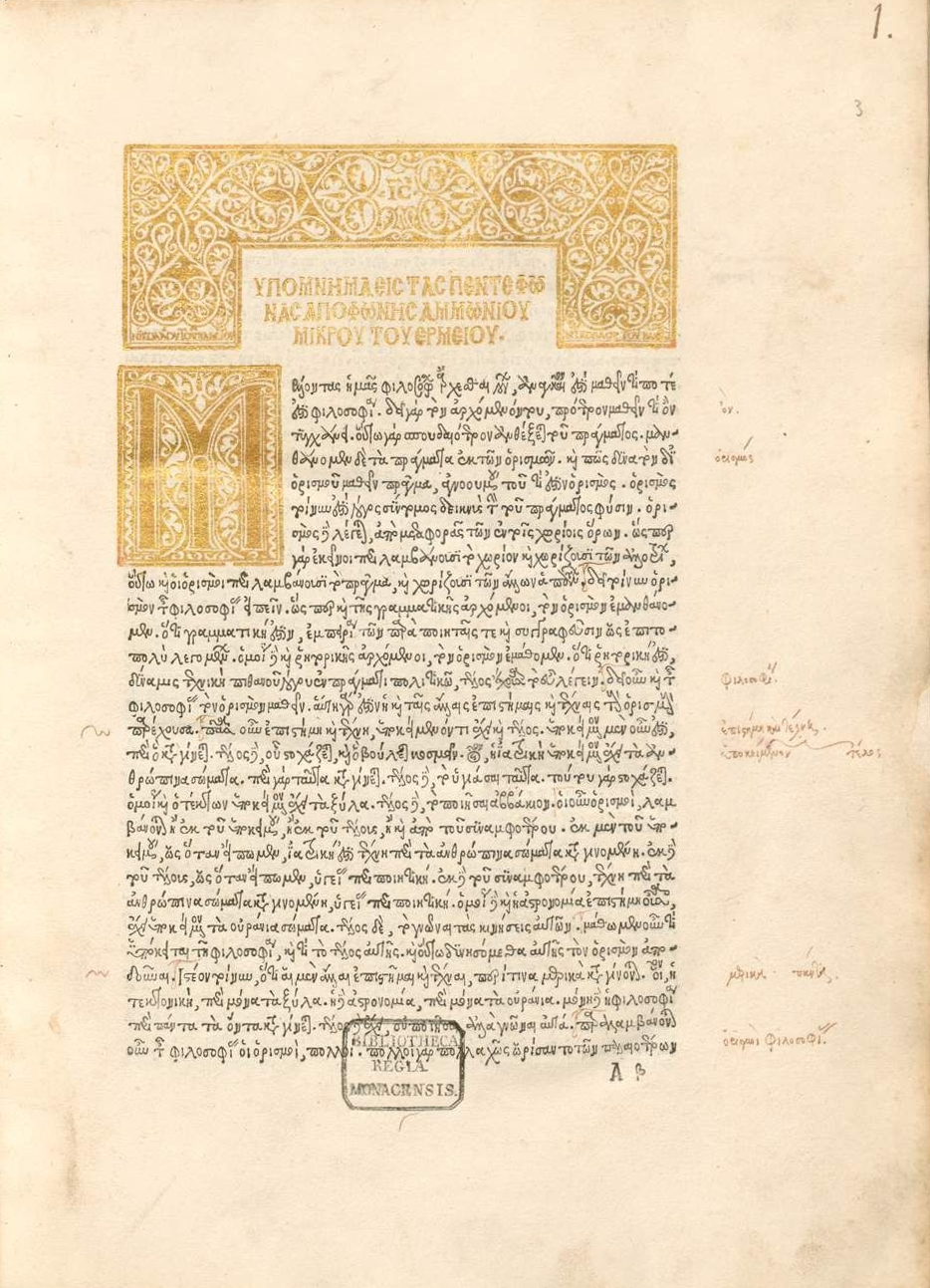
Página inicial de la primera edición de Isagoge (Venecia, 1500)

El término neoplatonismo es la denominación historiográfica de diferentes momentos de la historia de la filosofía en que se produjo una revitalización del platonismo (Platón, Academia de Atenas). En general, el término se refiere a una versión de filosofía platónica que surgió en el Imperio romano en el siglo III d. C. en el contexto de la filosofía y religión helenísticas, y que se extendió hasta mediados del siglo VII.Como consecuencia de la desaparición del antiguo pensamiento materialista o corporealista, ejemplificado en el epicureísmo y el estoicismo, el neoplatonismo se convirtió en la ideología filosófica dominante de la época, ofreciendo una comprensión global del universo y del lugar del ser humano en él. No obstante, el término «neoplatonismo» es moderno, y no encapsula un conjunto de ideas sino más bien una serie de pensadores, quienes nunca se llamaron a sí mismos «neoplatónicos», ni pretendieron en absoluto revivir el espíritu o la letra de los diálogos de Platón. Los neoplatónicos son una corriente de pensadores que fueron fuertemente influenciados por Platón, sin embargo, se distanciaron de algunas de sus tesis, por ejemplo: sobre la trascendencia, que propone que la realidad divina está más alejada de la realidad propia. O sobre la inmanencia. Los neoplatónicos creen en un orden racional del mundo o Conocimiento universal: experiencia mística → razón, no razón y fe.
Entre las ideas comunes que mantiene el neoplatonismo se encuentra —en contraposición a interpretaciones dualistas del pensamiento de Platón— la del monismo, la doctrina de que toda la realidad puede derivarse de un solo principio, «el Uno».
El neoplatonismo inició con Amonio Saccas (185-250 d. C.) y su estudiante, Plotino (c. 204/5–271 d. C.) y se extendió hasta el siglo VI. Plotino, un egipcio helenizado, estableció una academia de filosofía en Roma, en la que enseñó durante veinticinco años. Tras Plotino hubo tres periodos distintos en la historia del neoplatonismo: la obra de su estudiante Porfirio (siglos III y comienzos del IV), la de Jámblico (siglos III al IV), y el periodo de los siglos V y VI, cuando florecieron las academias en Alejandría y Atenas.
El neoplatonismo ejerció una influencia duradera en la historia posterior de la filosofía y la religión occidentales. En la Edad Media, las ideas neoplatónicas fueron estudiadas y discutidas por pensadores cristianos, judíos y musulmanes. En la esfera cultural islámica, los textos neoplatónicos estaban disponibles en traducciones al árabe y al persa, y filósofos notables como al-Farabi, Solomon ibn Gabirol (Avicebrón), Avicena (Ibn Sina) o Maimónides incorporaron elementos neoplatónicos a su propio pensamiento.
El filósofo y teólogo cristiano Tomás de Aquino (1225-1274) tuvo acceso directo a las obras de Proclo, Simplicio de Cilicia y Pseudo-Dionisio  Areopagita, y conocía a otros neoplatónicos, como Plotino o Porfirio, a través de fuentes secundarias. El místico alemán Meister Eckhart (c. 1260 – c. 1328) también estuvo influido por el neoplatonismo, propugnando un modo de vida contemplativo que apunta a la divinidad más allá del Dios nombrable. El neoplatonismo también tuvo una fuerte influencia en la filosofía perenne de los pensadores renacentistas italianos Marsilio Ficino y Giovanni Pico della Mirandola, y continúa a través del universalismo del siglo XIX y la espiritualidad moderna.

## Orígenes del término
El neoplatonismo es un término moderno, remontándose apenas a mediados del siglo XIX, cuando académicos alemanes lo utilizaron por primera vez para distinguir las opiniones de los platónicos griegos y romanos posteriores de las de Platón. El término neoplatonismo tiene una doble función como categoría histórica. Por un lado, diferencia las doctrinas filosóficas de Plotino y sus sucesores de las del Platón histórico. Por otro, el término supone la novedad de la interpretación de Platón por parte de Plotino. En los casi seis siglos transcurridos desde la época de Platón hasta la de Plotino, hubo una tradición ininterrumpida de interpretación de Platón que había comenzado con Aristóteles y con los sucesores inmediatos de la Academia de Platón y continuó durante un período del platonismo que ahora se conoce como platonismo medio. El término neoplatonismo implica que la interpretación de Platón por parte de Plotino era tan distinta de las de sus predecesores que debería pensarse que introducía un nuevo período en la historia del platonismo. Sin embargo, algunos estudiosos contemporáneos han cuestionado esta suposición y han dudado de que el neoplatonismo constituya una etiqueta útil. Afirman que diferencias meramente marginales separan las enseñanzas de Plotino de las de sus predecesores inmediatos. Como alumno del filósofo Amonio Saccas, Plotino utilizó el conocimiento de su maestro y sus predecesores para inspirar a la siguiente generación.
El asunto de si el neoplatonismo es una categoría histórica significativa o útil es en sí misma una cuestión central en lo que respecta a la historia de la interpretación de Platón. Durante gran parte de la historia del platonismo, se aceptó comúnmente que las doctrinas de los neoplatónicos eran esencialmente las mismas que las de Platón. El neoplatónico renacentista Marsilio Ficino, por ejemplo, pensaba que la interpretación neoplatónica de Platón era una representación auténtica y precisa de la filosofía de Platón. Aunque no está claro exactamente cuándo los académicos comenzaron a disociar la filosofía del Platón histórico de la filosofía de sus intérpretes neoplatónicos, claramente habían comenzado a hacerlo al menos desde la primera década del siglo XIX. Los académicos contemporáneos a menudo identifican al teólogo alemán Friedrich Schleiermacher como un pensador temprano que consideró la filosofía de Platón separada de la de sus intérpretes neoplatónicos. Sin embargo, otros han argumentado que la diferenciación de Platón del neoplatonismo fue el resultado de un desarrollo histórico prolongado que precedió al trabajo académico de Schleiermacher sobre Platón.

## Neoplatonismo alejandrino
En la Alejandría del siglo III, en el contexto intelectual del helenismo tardío de la época romana, se definió un sistema filosófico que se enseñaba en diferentes escuelas hasta el siglo VI (Amonio Saccas, Plotino). Es la última manifestación en la Antigüedad del platonismo, y constituye una síntesis de elementos muy distintos además de los platónicos, con aportes de las doctrinas filosóficas de Pitágoras, Aristóteles o Zenón, unidas a las aspiraciones místicas de origen oriental (hinduista o judío).Cabe mencionar que estos filósofos no se consideraban a sí mismos «neoplatónicos», ni pretendían ser parte de una escuela filosófica que reavivara la tradición platónica. Se llamaban a sí mismo 'platónicos' y sentían mayor aprecio por las ideas de Platón que por las de cualquier filosófo presocrático o las de Aristóteles o cualquier otro filósofo posterior. De acuerdo con Wildberg, su interés central estaba en una gran síntesis de la herencia intelectual de varios siglos de la filosofía, religión e incluso literatura helenísticas, exceptuando el epicureísmo (al que rechazaban tajantemente) y el corporealismo absoluto de los estoicos,síntesis que llevó a un diálogo de las ideas filosóficas y morales de esta tradición con la literatura, la mitología y la práctica religiosa.
Si bien inspirado en las ideas de su maestro Amonio Saccas, el fundador de la doctrina y su representante más importante parece haber sido Plotino (204/205), quien permaneció once años junto a su maestro antes de profesar su doctrina en Roma a partir de 244. Su discípulo Porfirio redactó sus lecciones y las publicó, reunidas en seis Enéadas, y tomó la dirección de la escuela a fines del siglo III. Jámblico, que había sido el editor de Porfirio en Roma, fundó la escuela de Siria y enseñó en Apamea. Uno de sus discípulos, Edesio de Capadocia, fundó la escuela de Pérgamo.
La tradición filosófica del neoplatonismo se mantuvo en el siglo V; fue enseñada a partir del 400, en la Academia de Atenas, por Plutarco de Atenas, uno de cuyos sucesores fue Proclo.
La escuela de Atenas se clausuró en 529, con un edicto de Justiniano I; el diádoco Damascio y Simplicio de Cilicia se refugiaron en Persia. La escuela de Alejandría, que después de la muerte de Hipatia (415) se había alejado del neoplatonismo y que, en el s. VI, había incluso llegado a ser un foco de resistencia a las doctrinas neoplatónicas, subsistió. Es reseñable como neoplatónico Sinesio de Cirene, del que han quedado como fuentes indirectas de la figura de su maestra Hipatia las cartas dirigidas a ella, así como otros manuscritos.

### Concepción filosófica
Como se dijo antes, el término «neoplatonismo» es moderno, y no encapsula un conjunto de ideas sino más bien una serie de pensadores, y no constituye un sistema unificado. Wildberg ha señalado que entre los pensadores que son llamados neoplatónicos existen, con todo, algunos supuestos comunes. En primer lugar, al igual que la mayoría de intelectuales del mundo antiguo—incluyendo a la mayoría de filósofos presocráticos, así como Sócrates, Platón, Aristóteles y sus seguidores—es que el nous (a menudo traducido como consciencia, pensamiento, inteligencia o intelecto) es, en un sentido importante, ontológicamente previo al reino físico, típicamente tomado como la realidad última (Mente sobre Materia).
En segundo lugar, al igual que los estoicos y los hermetistas (un influyente grupo de pensadores religiosos egipcios anteriores al surgimiento del neoplatonismo), los neoplatónicos creían que la realidad, en todas sus manifestaciones cognitivas y físicas, dependía de un principio superior unitario y singular. La filosofía neoplatónica es una forma estricta de monismo que se esfuerza por comprenderlo todo a partir de una causa única que consideraban divina, y a la que se referían indistintamente como «el Primero», «el Uno» o «el Bien». Según los neoplatónicos, el principio de todo lo existente es la unidad absoluta, el Uno, llamada realidad última o gran vacuidad, de la que surgen todas las demás realidades por emanación. El primer ser emanado del Uno es el Logos, llamado también Verbo, o Inteligencia, que contiene las ideas de las cosas posibles. Después, la Inteligencia engendra el Alma como idea, principio del movimiento y de la materia. El Uno, la Inteligencia y el Alma son las tres hipóstasis de la Tríada neoplatónica.

#### Tres hipóstasis
La doctrina central de Plotino es su teoría de la existencia de tres hipóstasis o realidades primordiales: el Uno, el nous y el alma. En realidad, el principio básico es siempre el Uno, mientras que las otras dos hipóstasis y el resto de realidades son derivadas.

##### El Uno
El Uno de la teoría de Plotino es indescriptible, ya que es la unidad, lo más grande, hasta tal punto que a veces le denomina el propio autor como Dios, único, infinito. Plotino, antes de querer corregir, prefiere guardar silencio que decir algo. Como principio y última realidad, esta absoluta trascendencia hace que no existan términos para referirse a ella. Se trata entonces de la Unidad que funda la existencia de todas las cosas. Es ese el centro de toda su doctrina. El Uno está más allá del Ser y, por lo tanto, no hay ninguna definición que describa positivamente al Uno, y opta por la vía negativa. Elude su comprensión porque la considera imposible, según la modalidad humana de conocer.

##### Elnous
La siguiente realidad o hipóstasis es el nous. No hay una traducción adecuada de este término (véase el Wikcionario: nous), pero algunos autores lo identifican con espíritu, mientras que otros prefieren hablar de inteligencia, mas esta vez no con un sentido místico sino intelectual. La explicación del nous por Plotino parte de la semejanza entre el Sol y la Luz. El Uno sería como el Sol, y la Luz como el nous. La función del nous como luz es la de que el Uno pueda verse a sí mismo, pero, como es imagen del Uno, es la puerta por la que es posible ver al Uno. Plotino afirma que es posible observar el nous simplemente aplicando la mente en dirección opuesta a los sentidos.
Este concepto está tomado de la noción de dialéctica de La República, donde un proceso similar se dice que conduce a la visión de la forma del Bien, no del Bien mismo.
El nous se puede, y muy probablemente se debe, entender como "la inteligencia pura". El "nous" procede de "lo uno" no a voluntad, porque "lo uno" es tan "más que perfecto" que no puede tener voluntad, está mucho más allá; y todo lo que procede de "lo uno" es una especie de "escurrirse", de "desparramarse", en el acto de hacerse a sí mismo que es "lo uno"; por tanto, la analogía del sol y la luz deben entenderse como una mera imagen para dar una idea de cómo "emana la luz" del sol; resulta más ilustrativo pensar "el despliegue de un círculo a partir de su centro".

##### El alma
La tercera realidad o hipóstasis es el alma, la cual es de naturaleza doble. En un extremo, está ligada al nous y tira de él. En el otro extremo, se asocia con el mundo de los sentidos, del cual es creadora (o, mejor, plasmadora). Por tanto, Plotino considera a la Naturaleza como el resultado de una procesión que va "hacia abajo" desde el alma.
Para adquirir la gnosis (conocimiento), el ser engendrado se esfuerza por ascender hacia la perfección de que emana. Todo viene del Bien y tiende hacia el Bien. Para que el Alma se una al primer principio, es preciso que supere el pensamiento y que, por el éxtasis, se confunda con Dios y pierda toda conciencia de sí misma. Plotino estaba convencido de haber llegado, dos o tres veces en su vida, a esta unión íntima con la más alta hipóstasis.

## Ideas
Las Enéadas de Plotino son el documento principal y clásico del neoplatonismo. Como una forma de misticismo, contiene partes teóricas y prácticas. Las partes teóricas tienen que ver con el alto origen del alma humana, mostrando cómo se ha alejado de su primer estado. Las partes prácticas muestran la forma en que el alma puede de nuevo regresar a lo Eterno y Supremo. El sistema puede dividirse entre el mundo invisible y el mundo fenoménico, el primero conteniendo al Uno trascendente del cual emana una esencia eterna y perfecta (nous o intelecto), que a la vez produce el anima mundi (alma de la tierra).

### El Uno
Para Plotino, el primer principio de la realidad es "el Uno," una subsistencia completamente simple, inefable e inconcebible que es a la vez la fuente creativa y el fin teleológico de todas las cosas que existen. Si bien, propiamente hablando, no hay nombre apropiado para el primer principio, los nombres más adecuados son "el Uno" o "el (lo) Bueno." El Uno es tan simple que no se puede decir de él siquiera que exista o sea un ser. En cambio, el principio creativo de todas las cosas está más allá del ser, una noción que se deriva del Libro VI de La República, cuando, en el curso de su famosa analogía del sol, Platón dice que lo Bueno está más allá del ser (ἐπέκεινα τῆς οὐσίας) en poder y en dignidad. En el modelo de realidad de Plotino, el Uno es la causa del resto de la realidad, que toma la forma de dos "hipóstasis" o sustanciasː el Nous y el Alma. Aunque los neoplatonistas después de Plotino adoptaron su esquema cosmológico en su descripción más general, desarrollos posteriores en la tradición también se alejaron sustantivamente de las enseñanzas de Plotino con relación a problemas filosóficos significativos, como la naturaleza del mal.

### Emanaciones
Del Uno emanó el resto del universo como una secuencia de seres inferiores

### Demiurgo o Nous
El Ser original inicialmente emana, o expulsa, el nous, que es imagen perfecta del Uno y arquetipo de todas las cosas que existen. Es a la vez ser y pensamiento, idea y mundo ideal. En tanto imagen, el nous corresponde perfectamente al Uno, pero en tanto derivado, es completamente diferente. Lo que Plotino entiende por el nous es la esfera más alta asequible a la mente humana, mientras que es también intelecto puro en sí mismo. El nous es el componente más central del idealismo, siendo el neoplatonismo una forma pura de idealismo. El demiurgo (el nous) es la energía, o ergon (hace el trabajo), que manifiesta u organiza el mundo material para que sea perceptible.

### Elanima mundi
La imagen y el producto del nous inmóvil es el anima mundi (alma-mundo o alma de la tierra), que, de acuerdo con Plotino, es inmaterial como el nous. Su relación con el nous es la misma que la del nous con el Uno. Se erige entre el nous y el mundo fenoménico, y es permeado e iluminado por el primero, pero también está en contacto con el segundo. El nous/espíritu es indivisible; el mundo-alma puede preservar su unidad y permanecer en el nous, pero a la vez, tiene el poder de unirse con el mundo corpóreo y por tanto de ser desintegrado. Ocupa por tanto una posición intermedia. Como un solo anima mundi (alma-mundo), pertenece en esencia y destino al mundo inteligible, pero también abarca innumerables almas individuales, y éstas pueden permitirse ser informadas por el nous, o alejarse del nous y escoger el mundo fenoménico y perderse en el reino de los sentidos y lo finito.

### El mundo fenoménico
El alma, como una esencia móvil, genera el mundo corpóreo o fenoménico. Este mundo debería estar tan permeado por el alma que sus varias partes deberían permanecer en perfecta armonía. Plotino no es dualista en el mismo sentido que lo son sectas como los gnósticos. En contraste, admira la belleza y esplendor del mundo. En tanto la idea gobierne a la materia, o el alma gobierne al cuerpo, el mundo es justo y bueno. Es una imagen -si bien borrosa- del mundo superior, y los grados de mejor y peor en él son esenciales para la armonía del todo. No obstante, en el mundo fenoménico real, la unidad y la armonía son reemplazados por las disputas o la discordia. El resultado es un conflicto, un devenir y desvanecerse, una existencia ilusoria. Y la razón de este estado de cosas es que los cuerpos descansan en un sustrato de materia. La materia es lo indeterminadoː lo que no tiene cualidades. Si es desprovista de forma e idea, es malévola. En tanto es capaz de forma, es neutral. el mal se entiende aquí como un parásito, llevando una no-existencia propia (parahipóstasis), un resultado inevitable del Universo, teniendo una necesidad de "otro," como un factor armonizador.

### Jerarquía celestial
Filósofos neoplatónicos posteriores, en especial Jámblico, añadieron cientos de seres intermedios como dioses, ángeles, demonios y otros seres como mediadores entre el Uno y la humanidad. Los dioses neoplatónicos son seres omni-perfectos y no muestran el usual comportamiento amoral que se asocia con sus representaciones en los mitos.
El Uno: Dios, El Bien. Trascendente e inefable.
Los Dioses Hipercósmicos: aquellos que hacen Esencia, Vida y Alma
El Demiurgo: el Creador

Los Dioses Cósmicos: aquellos que hacen Ser, Naturaleza y Materia – incluyendo los dioses conocidos para nosotros de la religión clásica  

### El mal
Los neoplatonistas no creían en la existencia independiente del mal. Lo comparaban con la oscuridad, que no existe en sí misma sino solo como la ausencia de luz. Así, también, el mal es simplemente la ausencia del bien. Las cosas son buenas en tanto existan. Son malas solamente en tanto son imperfectas, carentes de algún bien que deberían tener.

### Regreso al Uno
Los neoplatonistas creían que la perfección humana y la felicidad eran alcanzables en este mundo, sin esperar a la vida después de la muerte. La perfección y la felicidad, vistas como sinónimas, podían lograrse a través de la contemplación filosófica.
Todas las personas regresan al Uno, del que emanaron.
Los neoplatonistas creían en la preexistencia e inmortalidad del alma. El alma humana consiste de una alma irracional inferior y una alma racional superior (mente), las cuales pueden considerarse como poderes diferentes del alma única. Se afirmaba ampliamente que el alma posee un "vehículo," lo que daría cuenta de la inmortalidad del alma y permitiría su regreso al Uno después de la muerte. Tras la muerte corporal, el alma sube un nivel en la vida después de la muerte correspondiente al nivel en el cual vivió durante su vida terrena. Los neoplatonistas creían en el principio de la reencarnación. Aunque las almas más puras y santas habitan en las regiones superiores, el alma impura pasaría por una purificación, antes de descender de nuevo, para reencarnarse en un nuevo cuerpo, tal vez en forma animal. Plotino creía que una alma puede reencarnarse en otro humano o incluso un animal diferente. Sin embargo, Porfirio mantenía, en cambio, que las almas humanas solo pueden reencarnar en otros humanos. Una alma que ha regresado al Uno logra la unión con el alma universal cósmica y no desciende de nuevo, al menos no este periodo del mundo.

## Influencia

### Cristianismo Primitivo
En sus comienzos como una secta del judaísmo, el cristianismo no había desarrollado aún una perspectiva filosófica. Los seguidores inmediatos de Jesús no parecían haber tenido un gran grado de alfabetización o entrenamiento sofisticado en teología. Gradualmente, sin embargo, el cristianismo primitivo evolucionó en el contexto de las vibrantes culturas locales dentro del Imperio Romano. Al expandirse el cristianismo, los templos griegos y romanos fueron asimilados y adaptados, y a menudo reconstruidos, para el culto cristiano y los símbolos e imágenes existentes fueron adaptados y absorbidos por la nueva religión. A un nivel intelectual, los cristianos también desarrollaron un lenguaje intelectual para articular sus creencias y convertir a los paganos. El primer evento significativo en este proceso fue la traducción al griego de los textos del antiguo testamento hebreo, la llamada "traducción de los setenta intérpretes" (Septuaginta) en el siglo II a. C., que permitió que la sabiduría judía tradicional circulara en el imperio romano y que fue usada por los apóstoles de Jesús y los primeros Padres de la Iglesia. Claramente, la insistencia judía en un único Dios era un desafío directo al politeísmo pagano, como lo eran las ideas de un texto sagrado, una alianza entre lo divino y los humanos y la idea de una historia sacra.
Los primeros cristianos pudieron encontrar muchos rasgos en el platonismo que parecían anticipar sus propias concepciones de lo divino, por ejemplo, un "padre y hacedor de todo el universo" (en el Timeo) que desea crear por bondad. Ya en la era precristiana inmediata, los escolares religiosos en la ciudad grecoparlante de Alejandría exploraban el significado de las escrituras sagradas judías utilizando las técnicas gramaticales y filosóficas de los filósofos griegos, y habían notado paralelos entre los relatos de la creación en el Génesis y la cosmología del Timeo de Platón. Los primeros escritores cristianos, notablemente san Pablo, mostraron una marcada hostilidad hacia la filosofía, que interpretaban como sabiduría pagana. Pablo, por ejemplo, contrastaba la filosofía griega como una tontería arrogante comparada con la sabiduría y verdad de Jesús. Sin embargo, Pablo absorbió conceptos filosóficos vigentes en su tiempo y sus epístolas contienen alusiones a ideas filosóficas platónicas y estoicas, como el concepto de "hombre interior" (esō anthrōpos) que se encuentra en la Segunda Carta a los Corintios 4:16 (que recuerda a la República de Platón, 9.589a–b), el concepto de ley natural en la Carta a los Romanos, la discusión sobre la inmortalidad en la Segunda Carta a los Corintios 3–5, el concepto de "cuerpo pneumático" (sōma pneumatikon) en la Primera Carta a los Corintios 15, o la afirmación de que la existencia de Dios puede demostrase por razonamiento natural al examinar las cosas naturales (Romanos 1:20), un texto muy citado por los filósofos cristianos medievales. Incluso san Pablo se refiere a Cristo como sabiduría, usando la palabra griega sophia en 1 Corintios 1, 24.
Los cristianos primitivos luchaban por definir sus nuevas intuiciones en términos de los sistemas e ideas filosóficas disponibles en su tiempo. Inicialmente hicieron proselitismo en el lenguaje griego, e inevitablemente el mundo intelectual griego empezó a inmiscuirse en sus escritos, de manera más famosa en el Prólogo al Evangelio según San Juan, cuya frase inicial "En el Principio fue la Palabra (Verbo)"  (en archē ēn ho logos) es sin lugar a dudas una frase que resuena fuertemente a las ideas filosóficas de “arché” (fuente, principio, origen) y “logos” (palabra, razón, lógica) así como hace eco al comienzo del Génesis. Luego, los llamados apologistas cristianos, por ejemplo Justino Mártir (100–165 d. C.) invocaban el logos de la filosofía griega como un vehículo para llevar las buenas nuevas de los evangelios. Justino relata que inicialmente buscó la sabiduría entre los estoicos, peripatéticos y platónicos antes de ser convencido por el Dios de las Escrituras y la persona de Jesucristo. Para Justino, el logos que corre en todas las cosas debe identificarse con Jesús, Hijo de Dios. Esta absorción de la cultura griega en el cristianismo, sin embargo, no careció de contradictores, por ejemplo Tertuliano, quien cuestionó el uso de la filosofía griega en los textos cristianos.
El término “Logos” fue interpretado de varias maneras en el neoplatonismo. Plotino se refiere a Tales al interpretar el Logos como el principio de la meditación, la interrelación entre las hipóstasis (Alma, Espíritu (nous) y el Uno). San Juan introdujo una relación entre el ‘Logos’ y el Hijo, Cristo, en tanto que san Pablo lo llama ‘Hijo,’ ‘Imagen’ y ‘Forma.’ Mario Victorino subsiguientemente diferenció entre el Logos interior a Dios y el Logos relacionado con el mundo por la creación y la salvación.

#### Orígenes y Pseudo-Dionisio
Varias versiones del platonismo tardío (una progresión vaga de ideas a menudo incluyendo elementos estoicos y herméticos típica del platonismo medio y del neoplatonismo) siguieron nutriendo el contexto intelectual de los escolares cristianos primitivos en el imperio romano. Algunos cristianos primitivos, influidos por el neoplatonismo, identificaron al Uno neoplatónico, o Dios, con Yahveh. Los más influyentes entre estos fueron Orígenes, pupilo de Amonio Saccas, y el autor del siglo VI conocido como Pseudo Dionisio Areopagita, cuyas obras fueron traducidas en el siglo IX para occidente por Juan Escoto. Los dos autores tuvieron una influencia duradera en el cristianismo ortodoxo oriental y en el occidental, y en el desarrollo de las prácticas místicas y la teología.
Orígenes (184-254 d. C.), un muy influyente filósofo y teólogo cristiano trabajando en Alejandría, tenía una perspectiva profundamente platónica, e incluso Porfirio reconoce su familiaridad con la filosofía griega. Orígenes intentaba articular y definir los principios del cristianismo por sobre y en contra de los escritos y prédicas de los gnósticos. Fue considerado el gran teólogo de su tiempo y su Sobre los principios tuvo una amplia influencia, y sus homilías y comentarios bíblicos fueron ampliamente circulados durante la Edad Media. Orígenes, sin embargo, fue condenado por el Segundo Concilio de Constantinopla, específicamente por sus ideas sobre la apocatastasis, la restauración universal de todas las almas a lo divino, y en consecuencia los autores medievales le trataban con cierta sospecha. Orígenes, basado en la Primera Carta a los Corintios, 15ː44, creía que en la resurrección el cuerpo no va a ser de carne y sangre, sino que regresará cambiado y transformado, y se refiere luego al cuerpo como la vestimenta del alma, una metáfora platónica que también aparece en las Enéadas de Plotino (1.6.7).
Otra fuente importante del platonismo cristiano fueron las obras atribuidas a Dionisio Areopagita, un discípulo de san Pablo en Atenas, mencionado en los Hechos de los Apóstoles. Estos textos eran en realidad falsificaciones piadosas escritas por un seguidor cristiano del neoplatónico Proclo. Son referidos ahora como las obras de Pseudo Dionisio Areopagita. Debido a su origen, pues eran considerados más o menos tan antiguos y auténticos como los evangelios mismos, tuvieron una influencia extraordinaria en los filósofos cristianos desde Juan Escoto Erígena en el siglo IX, hasta santo Tomás de Aquino y Roberto Grosseteste (los dos escribieron comentarios sobre Dionisio), así como en místicos medievales posteriores como Meister Eckhart y Nicolás de Cusa, cuyas perspectivas seguían siendo de inspiración neoplatónica. Finalmente, el humanista renacentista Lorenzo Valla sacó a la luz el hecho de que los escritos Dionisíanos eran falsicaciones.
Los Nombres Divinos (de Divinis Nominibus) de Pseudo Dionisio examina los nombres bíblicos y filosóficos para lo divino y argumenta que ninguno expresa completamente la naturaleza del ser superior, que no tiene nombres, que está más allá de todos los nombres, un tema expresado luego en la teología mística y la posterior tradición mística medieval. Dionisio afirma que Dios es inconocible y sin embargo todas las cosas del mundo son de alguna manera trazos de su causa inconocible. Dios es el ser de todas las cosas. Dionisio tuvo una enorme influencia en Alberto Magno, Tomás de Aquino, Buenaventura y Grosseteste entre otros, en particular su concepto de la auto-difusión del bien (bonum diffusivum sui), el principio de que todas las cosas tienen ser a través de ser uno, y que el ser de todas las cosas es el "ser superior" (super esse; hyper ousias) de la divinidad. El traductor principal de Dionisio y su discípulo fue el filósofo irlandés Juan Escoto Erígena.
Los primitivos padres de la iglesia estaban ocupados en expresar la unidad, eternidad y trascendencia de Dios, la creación del universo y, en contra de los platónicos, la creación del alma humana en vez de que fuera eterna y no creada. Tertuliano y otros habían empezado a defender la doctrina de la Trinidad durante este tiempo, y la articulación de esta doctrina se convirtió en una tarea teológica importante llegando hasta San Agustín (quien hace uso liberalmente de las tríadas neoplatónicas para ilustrar las obras de la Trinidad). Los apologistas cristianos también empezaron a crear argumentos contra cualquier doctrina sobre la transmigración de las almas, como las que se encontraban entre los platónicos que seguían a los pitagóricos.
Los Padres de la Iglesia argumentaban contra varias doctrinas paganas asociadas vagamente con los estoicos, aristotélicos y platónicos, pero el surgimiento del neoplatonismo en el siglo III, asociado normalmente con Plotino, atrajo particularmente su atención. El neoplatonismo ofreció una suerte de plantilla que fue adoptada de una u otra manera por todos los filósofos cristianos en el periodo entre San Agustín y San Anselmo (es decir, previo al reavivamiento de Aristóteles en el occidente latino). Una versión distintamente cristiana del neoplatonismo evolucionó entre los padres capadocios griegos (Basilio, Gregorio de Nisa, Gregorio Nacianceno), San Ambrosio de Milán y el senador romano Mario Victorino, así como en los textos cristianos de Boecio, quien desarrolló una jerarquía de principios típicamente neoplatónica.
Tanto el neoplatonismo como el cristianismo adherían fuertemente a la idea del origen divino del alma, su inmaterialidad y su inmortalidad, pero discrepaban respecto al asunto de su naturaleza no creada. A este respecto, cristianos y neoplatónicos se oponían a los gnósticos y maniqueos con su visión cosmológica dualista de un mundo gobernado por fuerzas de la luz y de la oscuridad. Los dos eran movimientos ascéticos y también compartían un cierto desdén, o al menos una devaluación, hacia el mundo físico. La salvación (theōsis para los cristianos griegos; deifi catio for para los latinos, literalmente divinización) era concebida como la unidad con Dios. Para Juan Escoto Erígena, siguiendo la tradición cristiana griega, esta deificación es raraː la mayoría de seres regresan a Dios pero solo unos pocos (san Pablo, Juan el evangelista, Moisés) son llevados al tercer cielo y realmente se hacen uno con Dios.

#### San Agustín
La figura más prominente en la articulación del neoplatonismo y el cristianismo intelectual en el occidente latino fue san Agustín de Hipona (354-430 d. C.), y sus escritos, especialmente las Confesiones, De doctrina Christiana, la Ciudad de Dios, el Comentario literal al Génesis, y La Trinidad tuvieron un impacto mayúsculo en el occidente latino por los siguientes mil años. Para Agustín, el Logos “se hizo carne” en Cristo, en quien el Logos estaba presente como en ningún otro hombre. Agustín influyó fuertemente en la filosofía cristiana de comienzos del Medioevo. Tal vez el tema principal en esto fue el Logos. Agustín tenía familiaridad con los escritos de Mario Victorino así como con los de su maestro, el obispo Ambrosio de Milán. Mario Victorino había traducido las Enéadas de Plotino al latín y había mantenido una perspectiva neoplatónica en su defensa a la Trinidad y a la naturaleza de lo divino como "ser superior." De acuerdo con sus Confesiones (7.9. 13 y 7.20.26), la conversión de Agustín al cristianismo fue influenciada por su lectura de lo que llama los "libros de los platónicos" (libri platonicorum, Confesiones 7.9), muy probablemente las traducciones de Victorino de Plotino y Porfirio, que le convencieron de que la verdad era incorpórea y de que Dios es eterno, inmutable, la causa de todas las cosas.
Si bien los escolares de finales del siglo XIX pensaban en Agustín como un pensador que se convirtió primero al neoplatonismo y luego algo después al cristianismo, el consenso actual es que Agustín fue siempre un platónico cristiano, aunque empezó  a intentar clarificar, especialmente en su obra Retractaciones, qué doctrinas del cristianismo entraban en conflicto directo con el platonismo clásico. San Agustín era un maestro en su forma de incorporar el pensamiento pagano en una perspectiva integralmente cristiana y en refinarlo cuidadosamente a lo largo de toda su vida, incluyendo varias autocríticas y reformulaciones. Así, ciertos principios centrales del neoplatonismo sirvieron como un intermedio filosófico para el teólogo cristiano Agustín en su viaje desde el maniqueísmo dualista hasta el cristianismo. En tanto lector maniqueo, Agustín había sostenido que el mal tiene un ser sustancial y que Dios estaba hecho de materia. Al aceptar al neoplatonismo cambió sus perspectivas a este respecto. Como neoplatónico, y luego como cristiano, Agustín creía que el mal es la privación del bien y que Dios no es material. Una de las grandes lecciones que Agustín aprende de los neoplatónicos es la conexión interna entre el alma y lo divino y que el viaje interior es también el viaje superior hacia lo divino. En De la verdadera religión, Agustín afirma que uno tiene cambiar solo algunas palabras para ver lo cerca que Platón se parecía al cristianismo. En su Ciudad de Dios, Platón es presentado como el filósofo más cercano al cristianismo. Por ejemplo, Platón habría definido la filosofía como el amor a Dios (La Ciudad de Dios 8.11). Para Agustín el legado de Platón y otros debería integrarse en la cultura cristiana. 

Habiendo adoptado inicialmente el neoplatonismo de una forma más bien poco crítica, como una manera de superar su anterior escepticismo y maniqueismo, san Agustín empezó gradualmente a ver las limitaciones en la perspectiva neoplatónica, especialmente al articular principios centrales del cristianismo como la encarnación de la Palabra (Verbo) y la resurrección del cuerpo. Como lo describe en detalle en sus Retractaciones, Agustín llegó a la conclusión de que si bien el neoplatonismo era de una inmensa importancia como antídoto al materialismo y al dualismo (p. ej., el de los maniqueos), no podía dar cuenta del concepto de cómo lo Divino se hace humano, en el sentido de tomar un cuerpo físico corrompible. 
"También me desagrada, y no sin razón, «la alabanza con que ensalcé a Platón, a los Platónicos y a los filósofos Académicos» más de lo que es lícito a hombres impíos, principalmente por sus grandes errores de los que hay que defender la doctrina cristiana." (Las Retractaciones, 1.1.4) 
El neoplatonismo también tenía una tendencia a minimizar la importancia del orden temporal y Agustín, quien había llegado a la conclusión de que parte del mensaje del cristianismo era la idea de historia como un progreso hacia lo divino, reconoció que una filosofía cristiana genuina debía ver al tiempo y a la historia como reales y jugando un papel crucial en el plan divino de salvación para los seres humanos.

### Gnosticismo
El gnosticismo se refiere en general a un conjunto de diversos sistemas teológicos mantenidos por herejes cristianos primitivos, que afirmaban que la salvación se alcanzaba por medio de la "gnosis" (conocimiento) en vez de por la fe, y que se conocen principalmente a través de las críticas a ellos hechas por los cristianos ortodoxos. Por fuera de la iglesia, pero con muchas afinidades con el gnosticismo estaba el maniqueísmo, la religión dualista fundada por Mani en Irán en el siglo III d. C., a la vez que documentos de una fecha ligeramente anterior como los Hermetica (revelaciones escritas en griego y atribuidas al egipcio Hermes Trismegisto) y los Oráculos Caldeos, que algunos neoplatónicos posteriores consideraban de igual importancia a los de Platón, que crearon un puente entre el platonismo medio de autores como Plutarco y Apuleyo, y el gnosticismo.
Estos vínculos entre el neoplatonismo y el gnosticismo, fueron sin embargo fuertemente atacados Plotino criticó en su noveno tratado de las segundas Enéadas: “En Contra de Quienes Afirman que el Creador del Cosmos y el Cosmos Mismo Son Malévolos” (conocido generalmente como “Contra los Gnósticos”). Los gnósticos despreciaban tanto al mundo sensible como a su creador (demiurgo), en tanto que los platónicos reconocían su relativa importancia en tanto imitación de un modelo divino, producido divinamente. Puesto que su creencia estaba fundamentada en el pensamiento platónico, los neoplatónicos rechazaron esta denigración que hizo el gnosticismo del demiurgo de Platón, creador del mundo material o cosmos discutido en el Timeo. Algunos estudiosos como John D. Turner se han referido al neoplatonismo como filosofía platónica ortodoxa, una referencia que puede deberse en parte al intento de Plotino de refutar ciertas interpretaciones de la filosofía platónica en sus Enéadas. Plotino creía que los seguidores del gnosticismo habían corrompido las enseñanzas originales de Platón y a menudo argumento contra autores como Valentino, quien de acuerdo con Plotino había dado origen a doctrinas de teología dogmática con ideas tales como que el Espíritu de Cristo fue traído por un dios consciente tras la caída del Pléroma. De acuerdo con Plotino, El Uno no es un dios consciente con propósitos ni una deidad ni una entidad condicionada existente de cualquier tipo, sino más bien un principio indispensable de la totalidad que es a la vez la fuente de la sabiduría última.
El estudio de los puntos de acuerdo y discrepancias entre el neoplatonismo y el gnosticismo estuvo bastante limitado durante largo tiempo debido a la falta de escritos gnósticos originales, con excepción de algunos textos cortos citados por los padres de la iglesia y algunas pocas obras (en su mayoría posteriores) traducidas del griego al copto, el idioma egipcio nativo. Esto cambió, sin embargo, con el descubrimiento en 1945 de una biblioteca gnóstica en Nag Hammadi en el Alto Egipto. Si bein recopilada por cristianos, al parecer a finales del siglo IV, la biblioteca incluye traducciones de algunos textos compuestos al menos dos siglos antes y, a la vez que contiene muchas obras cristianas, muestra al gnosticismo como un fenómeno que se extendía mucho más allá del cristianismo. Varios textos entre los manuscritos de Nag Hammadi, cristianos y no cristianos, muestran una fuerte influencia platónica. En particular, entre los textos no cristianos se incluyen dos, el Zostrianos y el Alógenes, que en términos literarios y doctrinales son casi idénticos a los que de acuerdo con Porfirio, el estudiante de Plotino, fueron usados por los oponentes de su maestro, como lo cita en el capítulo 16 de su biografía de Plotino (Vita Plotini). Otros dos textos no cristianos, Las Tres Estelas de Set y el Marsanes, tienen fuertes parecidos doctrinales a estos. A pesar del lamentable hecho de que tanto el Zostrianos como el Marsanes, originalmente entre los tratados más largos de la biblioteca, se encuentren ahora entre los manuscritos más mutilados, han sido particularmente importantes para el estudio del neoplatonismo.

### Islam y Judaísmo
Manteniéndose en la tradición del neoplatonismo griego, los neoplatonismos islámicos (así como los judíos) reflexionan sobre la relación entre la fuente divina y el sujeto humano a través de intermediación de un número de hipóstasis emanantes (formalmente, uno o más intelectos universales, y una o más almas universales). Entre los neoplatónicos islámicos se encuentran pensadores como al-Kindi, al-Farabi, los Ikhwān as -Safā’ (Hermanos de la Pureza), Avicena (Ibn Sina), Ibn Tufail y Suhrawardi, y entre los judíos neoplatónicos pensadores como Isaac Israeli, Ibn Gabirol, Ibn Ezra, Moses Maimónides, Ibn Hasdai y Yohanan Alemanno.
La transmisión del neoplatonismo griego a los contextos islámicos y judíos es una historia compleja que sugiere vestigios de influencias pitagóricas, platónicas, aristotélicas, estoicas, plotinianas, procleanas, pseudo-empedocleanas y otras, con muchos detalles aún inciertos. Para agregar a tal complejidad, los neoplatonismos islámicos y judíos revelan también con frecuencia ideas e imágenes sacados de las tradiciones escriturales, legales, teológicas y místicas islámicas y judías.
Dos textos árabes en particular juegan un papel particularmente central en la transmisión del griego al árabe, la Teología de Aristóteles y el Kalām fī mah d al-khair (El Libro del Bien Puro). Trayendo el neoplatonismo griego tanto a contextos islámicos como egipcios, la Teología de Aristóteles es una versión editada de los libros IV-VI de las Enéadas de Plotino, mientras que el Kalām fī mah d al-khair es una versión editada de partes de los Elementos de Teología de Proclo.

## El neoplatonismo en el Renacimiento
El Renacimiento no solo constituye un movimiento transitorio de la Edad Media a la Edad Moderna. Renacimiento significa "volver a nacer", entendido como la recuperación de la Antigüedad clásica, es decir, griega y romana. La recuperación del mundo clásico era una aspiración presente desde los intelectuales medievales, pero puede hablarse de una reivindicación más acentuada por la toma de Constantinopla en 1453, motivo por el cual maestros de la lengua griega migraron a Italia, en donde intentaron conformar una identidad cultural, que posteriormente se consolidó con el humanismo. Sin embargo, este proceso se dio desde distintos ámbitos, como el arte, la filosofía, la política y la literatura.
En la Italia del siglo XV (especialmente en la Florencia de los Médici), en el contexto intelectual del humanismo renacentista, se recuperó la tradición del platonismo, frente al aristotelismo (o neoaristotelismo) dominante en el escolasticismo de la Baja Edad Media y comienzos de la Edad Moderna. Un hecho fundamental fue el contacto con los intelectuales bizantinos (como Pletón o Juan Argiropoulos), que acudieron al Concilio de Ferrara-Florencia de 1438-1455. Las figuras más destacadas de la Academia platónica florentina fundada entonces fueron Marsilio Ficino y su discípulo Giovanni Pico della Mirandola (el Princeps Concordiae más ecléctico, pues, reaccionando contra el humanismo extremo, defendía la mejor tradición de los comentaristas aristotélicos medievales, como Avicena y Averroes —carta a Ermolao Barbaro, 1485—). La difusión de los escritos atribuidos a Hermes Trismegisto tuvo también un importante papel. Los principales opositores a esta concepción filosófica fueron los aristotélicos. Mientras que estos se enfocaban en la naturaleza de las cosas, los platónicos centraban su filosofía en la naturaleza del hombre, su procedencia y su destino.

### Marsilio Ficino
La Academia Platónica Florentina fue uno de los núcleos humanistas orientados hacia la filosofía platónica en los siglos XIV y XV. Una de las figuras más representativas de esta academia fue el sacerdote católico, filólogo y médico renacentista Marsilio Ficino (1433-1499). Su filosofía tiene un marcado tinte cristiano de tradición medieval, que versa sobre cómo «la vida debe encaminarse hacia la salvación; el mismo fin se advierte en el conocimiento».
Sin embargo, presenta una diferencia notable: su modelo no es san Agustín, sino Platón. Considera que la tradición cristiana se compara con la doctrina platónica de la Ley divina, en la que se remonta a Zoroastro, los pitagóricos y a Mercurius Maximus. En su obra principal, Theologia platonica de immortalitate animorum, manifiesta una congruencia entre la tradición mosaica, el platonismo y el cristianismo.

#### Cosmogonía
La filosofía de Marsilio y de Pico della Mirandola abarcó varias implicaciones cosmológicas y cosmogónicas, en cuanto a la estructura del universo, la astrología y la magia.

##### Estructura del Universo
En la Theologia platonica de immortelitate animorum, Marsilio describe el orden del cosmos en un orden fijo: Dios, los ángeles, el alma, las cualidades y cuerpos; las almas se dividen en: alma del mundo, almas de las esferas y almas de los animales. Todas las partes del mundo y sus elementos son recíprocamente contrarios y, a la vez, constituyen una unidad. Conserva la descripción astronómica del cielo descrita por Ptolomeo (geocentrismo), en donde los planetas (incluidos el Sol y la Luna) y el firmamento giran alrededor de la Tierra, en esferas concéntricas. Para la astronomía ptolemaica y aristotélica, el primer motor inmóvil es la fuerza que mueve a todas las esferas celestes alrededor de la Tierra; por su carácter primario, ningún movimiento le precede, y es el principio de todo. Pero para Marsilio y Pico della Mirandola, este orden no puede ser una potencia superior per se, sino que cada esfera tiene un alma angelical, proporcionada por Dios, que la dota de movimiento inteligente y la incorpora a su unidad suprema, que es el alma del mundo.
La impronta neoplatónica en esta construcción figurada del mundo se encuentra en que el hombre es el centro del universo, puesto que el hombre, al estar dotado de alma, su naturaleza y aspiración a la unidad, la perfección y la belleza, lo dirige a Dios. El alma del hombre (y de todas las cosas) son conducidas de una verdad hacia otra hasta llegar al origen, a la unificación con el logos (en su acepción teológica), es decir, con Dios.

##### Astrología
Bajo la misma concordancia estructural del universo, las esferas celestes tienen una correspondencia directa con el orden inferior del mundo, y cada una tiene características que, al influir con lo terrenal, reflejan parte de su naturaleza. Por eso, para Marsilio, los astros pueden condicionar el comportamiento de las personas desde el nacimiento. Pero él está en contra de la astrología judiciaria, o sea, la determinista, pues el hombre, al tener alma, puede decidir si despertar o desarrollar dicho influjo de los astros.
Pico della Mirandola retomó la síntesis neoplatónica de integración Dios-hombre-mundo, animada por Dios a través de los ángeles, y la realidad neoplatónica del alma e intelecto del cuerpo como parte del circuito celeste. Bajo esta premisa, dedicó gran parte de su vida a rechazar el determinismo astrológico (el que implica las artes adivinatorias por medio de lectura de cartas astrales, progresiones y predicciones).

##### Magia

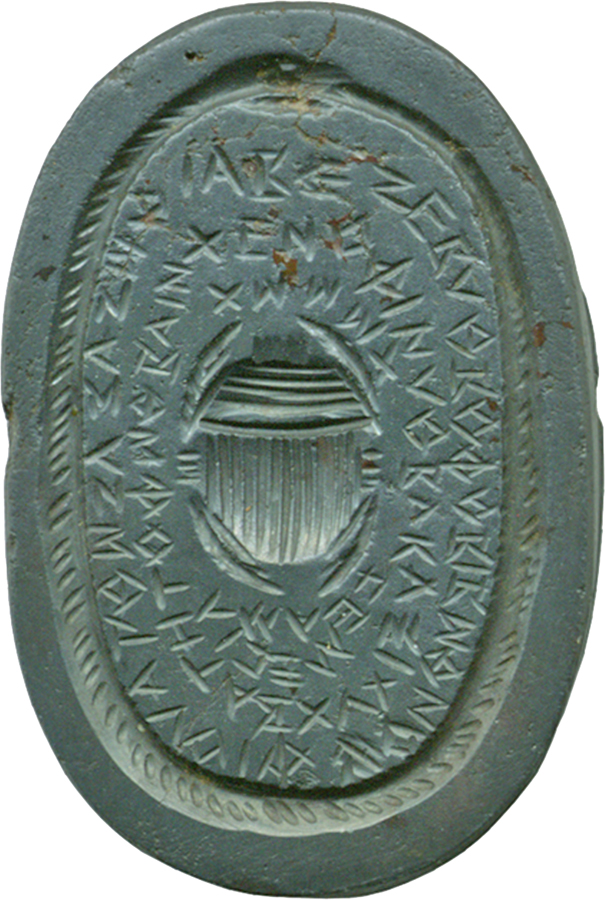
Ouróboros egipcio.

En el neoplatonismo, se concibe al universo como un ser vivo en el que no hay separación entre sus partes, sino que todo es parte de uno. La forma más adecuada de representación de esta concepción del mundo es el lenguaje y las imágenes poéticas. Marsilio consideraba que la expresión más originaria de la idea platónica de los conceptos eran los jeroglíficos, por ser la forma de expresión más intuitiva, cuya captación se escapa a la formulación abstracta de los conceptos y concentra en un símbolo toda la idea expresable. Por ejemplo, en la concepción cíclica del tiempo, donde el principio y el fin están atados, se reproduce la unidad de la creación y la destrucción de las cosas. Según Marsilio, los sacerdotes egipcios representaban esta idea cíclica del tiempo con una sola imagen: el uróboros.
La imagen del universo vivo y su tiempo cíclico implica que todas las fuerzas que lo componen influyen entre sí, y la tarea del mago es conocer y utilizar estas fuerzas en su favor. En los astros, las piedras preciosas, las plantas, los rayos del sol y las partes del cuerpo acumulan y comunican estos influjos. Es por esto que una de las ocupaciones de Marsilio en la magia y la astrología fue la medicina.

### Amor platónico en Marsilio
Los platónicos consideran que el caos es el mundo sin formas, y afirman que el mundo es un caos pintado de formas. Para ellos hay tres mundos y tres caos: el primer mundo es Dios (autor de todas las cosas y del Bien), luego Dios creó la menta Angélica, y finalmente el alma del mundo. Solo el tercer mundo es el que los hombres pueden ver. En el momento de la creación del alma Angélica, esta está llena de tinieblas y no tiene forma; pero, como fue una emanación de Dios, su principio innato es volverse hacia Dios, iluminada por sus rayos que encienden su apetito, y al aproximarse, adopta su forma. Los tres caos son los vuelcos de las cosas redirigidas a Dios en sus diferentes órdenes de creación, y la forma de las cosas se adopta y se perfecciona según su nivel de encuentro con Dios. El motor que impulsa a las cosas hacia Dios es el amor: entendido como la búsqueda y aspiración a la belleza divina. El amor es la aspiración al goce de la belleza.

#### Distinción en los cinco sentidos
La satisfacción del amor yace en lo que se muestra contento con la mente, la vista y el oído; porque el alma únicamente conoce con la mente, con los ojos y los oídos, no con el gusto, el olfato o el tacto. Por lo que los sentidos privilegiados del alma para amar son la vista, el oído y la intuición, y los otros tres sentidos quedan relegados a placeres contrarios a la belleza. El verdadero amador siempre busca la honestidad y ama las cosas que son semejantes a él, y en calidad de amador verdadero, siempre será correspondido de la misma manera.

## Declive e influencia histórica posterior
El neoplatonismo, con Porfirio y Jámblico, luchó contra el cristianismo, y atribuyó cada vez más importancia a los procedimientos prácticos destinados a provocar el éxtasis. Influyó en la patrística cristiana (Pseudo Dionisio Areopagita, Agustín de Hipona) y también, a través de ella, en el pensamiento medieval y en la escolástica, hasta llegar al Renacimiento (el platonismo humanista de Marsilio Ficino y Giovanni Pico della Mirandola).